# Tremonton
Tremonton je město v Utahu ve Spojených státech amerických. Podle sčítání lidu v roce 2010 v něm žilo celkem 7647 obyvatel. V roce 1937 se zde narodil olympijský medailista a světový rekordman v hodu diskem Jay Silvester. Město se stalo známým zejména díky dobře zdokumentovanému případu výskytu UFO nedaleko města v roce 1952.

## Základní informace
Tremonton se nachází v blízkosti křižovatky amerických dálnic Interstate 15 a Interstate 84. Město má dvě oficiální slogany: Přátelské a progresivní místo a Město s budoucností. Mezi hlavní zaměstnavatele patří společnost Malt-O-Meal, která vyrábí cereálie a Intertape Polymer Group, Inc.
V roce 2010 byl průměrný příjem rodiny ve městě 49 100 amerických dolarů. Muži měli průměrný příjem 36 764 dolarů, a ženy 22 149 dolarů. Zhruba 10 % populace žilo pod hranicí chudoby.

## Počet obyvatel
| Rok  | Počet |
| ---- | ----- |
| 1910 | 303   |
| 1920 | 937   |
| 1930 | 1009  |
| 1940 | 1443  |
| 1950 | 1662  |
| 1960 | 2115  |
| 1970 | 2794  |
| 1980 | 3464  |
| 1990 | 4264  |
| 2000 | 5592  |

## UFO u Tremontonu
Dne 2. července 1952 objevily na obloze nedaleko města Tremonton neznámé objekty. Tyto objekty natočil na barevný film americký vojenský kameraman, který místem shodou okolností projížděl a měl po ruce potřebné vybavení. Následně se tímto případem zabývalo Námořnictvo Spojených států amerických, Letectvo Spojených států amerických a další americké instituce.

## Významní rodáci
- Jay Silvester (* 1937), diskař